# Dragoș Pâslaru
Dragoș Pâslaru (n. 1 iulie 1951, Craiova) este un fost actor român. Rolul său cel mai cunoscut este rolul lui Horia Sima, din filmul „Drumeț în calea lupilor” (1988). După Revoluția din decembrie 1989, el a protestat în 13-15 iunie 1990 în Piața Universității împotriva regimului instalat după înlăturarea regimului comunist, fiind bătut de mineri. A părăsit lumea teatrului și s-a călugărit, în anul 1999, la Mănăstirea Frăsinei, din județul Vâlcea, devenind fratele Vasile. Ulterior, a devenit ieromonah cu numele de părintele Valerian. În prezent viețuiește la Mănăstirea Sfântu Mucenic Filimon Vâlcea.
În fața anchetatorilor care doreau să obțină de la el declarații care să ducă la arestarea celor vinovați de maltratarea sa, Dragoș Pâslaru a spus doar „Am luat coarnele plugului Dumnezeiesc și sufletul meu a iertat tot”.
În cadrul mănăstirii, fratele Valerian a lucrat la sectorul zootehnic, apoi ca bucătar, iar în ultima vreme a devenit șeful cancelariei Mănăstirii Frăsinei.

## Roluri în teatru
- Trăsura la scară, Teatrul „C.I. Nottara“ (premiera 11 oct. 1983)
- Cum vă place, Teatrul „C.I. Nottara“ (premiera 30 apr. 1985)
- Ultimul bal, Teatrul „C.I. Nottara“ (premiera 21 sept. 1986)
- O noapte furtunoasă, Teatrul „C.I. Nottara“ (premiera 28 ian. 1987)
- Taifun (Furtuna), Teatrul „C.I. Nottara“ (premiera 14 dec. 1988)
- Al patrulea anotimp, Teatrul „C.I. Nottara“ (premiera 2 oct. 1989)
- Burghezul gentilom de Molière, Teatrul „C.I. Nottara“ (premiera 11 nov. 1989)
- Ospățul lui Balthazar, Teatrul „C.I. Nottara“ (premiera 20 apr. 1991)
- Teatrul seminar. Bios și Eros, Teatrul „Odeon“ (premiera 1992)
- Poveste de iarnă, Teatrul „Lucia Sturdza Bulandra“ (premiera 2 mart. 1994)
- Melissa, Poveste de iarnă, Teatrul „Lucia Sturdza Bulandra“ (premiera 26 apr. 1995)

## Filmografie
- O lacrimă de fată (1980)
- Pruncul, petrolul și ardelenii (1981)
- Angela merge mai departe (1982)
- Concurs (1982)
- Secvențe... (1982)
- Singur de cart (1983)
- Ochi de urs (1983)
- Întoarcerea din iad (1983)
- Să mori rănit din dragoste de viață (1984)
- Piciu (1985)
- Punct... și de la capăt (1987)
- Umbrele soarelui (1988) - Veanu
- Drumeț în calea lupilor (1990) - Horia Sima
- Vinovatul (1991)
- Șobolanii roșii (1991)
- A unsprezecea poruncă (1991)
- Trandafirul și coroana (teatru TV, 1991) - Percy Renale
- Balanța (1992)
- Domnișoara Christina (film TV, 1992)
- O vară de neuitat (1994)
- Capul de zimbru (film TV, 1996)
- Femeia în roșu (1997)
- Fii cu ochii pe fericire (1999)